# James van Hoften
James Dougal Adrianus van Hoften dit Ox van Hoften est un astronaute américain né le 11 juin 1944.

## Vols réalisés
Il réalise 2 vols comme spécialiste de mission :
- 6 avril 1984 : Challenger (STS-41-C)
- 27 août 1985 : Discovery (STS-51-I)